# Gmina zbiorowa Oldendorf
Gmina zbiorowa Oldendorf (niem. Samtgemeinde Oldendorf) – dawna gmina zbiorowa położona w niemieckim kraju związkowym Dolna Saksonia, w powiecie Stade. Siedziba administracji gminy zbiorowej znajdowała się w miejscowości Oldendorf.

## Podział administracyjny
Do gminy zbiorowej Oldendorf należało pięć gmin:
1. Burweg
2. Estorf
3. Heinbockel
4. Kranenburg
5. Oldendorf

## Historia
1 stycznia 2014 gmina zbiorowa połączyła się z gminą zbiorową Himmelpforten tworząc nowa gminę zbiorową Oldendorf-Himmelpforten.